# 무초 구스토
《무초 구스토》(스페인어: Mucho gusto)는 칠레의 뉴스 프로그램이다.

## 같이 보기
- 메가